# Aleksiej Marczenko
Aleksiej Igoriewicz Marczenko (ros. Алексей Игоревич Марченко; ur. 2 stycznia 1992 w Moskwie) – rosyjski hokeista, reprezentant Rosji, olimpijczyk.

## Kariera
- CSKA 2 Moskwa (2007-2009)
- Krasnaja Armija Moskwa (2010-2012)
- CSKA Moskwa (2009-2013)
- Detroit Red Wings (2013-2016)
- Grand Rapids Griffins (2013-2016)
- Toronto Maple Leafs (2017)
- CSKA Moskwa (2017-2020)
- Łokomotiw Jarosław (2020-)

Wychowanek Spartaka Moskwa. Karierę rozwijał w CSKA Moskwa. Od 2010 do 2013 grał w juniorskich rozgrywkach MHL, a także w elitarnej KHL. Wybrany przez drużynę Detroit Red Wings z numerem 205 podczas NHL Entry Draft 2011. Od maja 2013 był zawodnikiem Detroit Red Wings, w barwach którego grał przez cztery niepełne sezony, a jednocześnie występował równolegle w zespole farmerskim Grand Rapids Griffins w AHL. W połowie 2016 przedłużył kontrakt z Red Wings o dwa lata. Na początku lutego 2017 klub z Detroit wystawił Marczenkę na listę waivers. Dzień później Rosjanin podpisał kontrakt z Toronto Maple Leafs. Po sezonie, 14 sierpnia 2017 Marczenko ponownie trafił na listę waivers. Kolejnego dnia podpisał 3-letni kontrakt z CSKA Moskwa. Od maja 2020 zawodnik Łokomotiwu Jarosław.
W barwach Rosji uczestniczył w turniejach mistrzostw świata edycji 2016, Pucharu Świata edycji 2016. W ramach ekipy olimpijskich sportowców z Rosji brał udział w turnieju zimowych igrzysk olimpijskich 2018.

## Sukcesy
Reprezentacyjne
- Brązowy medal mistrzostw świata: 2016
- Złoty medal zimowych igrzysk olimpijskich: 2018

Klubowe
- Puchar Charłamowa – mistrzostwo MHL: 2011 z Krasnają Armią Moskwa
- Srebrny medal MHL: 2012 z Krasnają Armią Moskwa
- Puchar Kontynentu: 2019 z CSKA Moskwa
- Puchar Gagarina – mistrzostwo KHL: 2019 z CSKA Moskwa
- Złoty medal mistrzostw Rosji: 2019, 2020 z CSKA Moskwa

Indywidualne
- MHL (2009/2010):
  - Mecz Gwiazd MHL
- MHL (2010/2011):
  - Najlepszy obrońca miesiąca – wrzesień 2009
  - Dwunaste miejsce w klasyfikacji asystentów w sezonie zasadniczym: 33 asysty[9]
  - Pierwsze miejsce w klasyfikacji asystentów wśród obrońców w sezonie zasadniczym: 33 asysty
  - Pierwsze miejsce w klasyfikacji kanadyjskiej wśród obrońców w sezonie zasadniczym: 38 punktów
  - Dziesiąte miejsce w klasyfikacji asystentów w fazie play-off: 8 asyst[10]
  - Pierwsze miejsce w klasyfikacji asystentów wśród obrońców w fazie play-off: 8 asyst
  - Pierwsze miejsce w klasyfikacji kanadyjskiej wśród obrońców w fazie play-off: 11 punktów[11]
  - Najlepszy obrońca sezonu
- MHL (2011/2012):
  - Drugie miejsce w klasyfikacji asystentów w fazie play-off: 14 asyst[12]
  - Pierwsze miejsce w klasyfikacji asystentów wśród obrońców w fazie play-off: 14 asyst
  - Trzecie miejsce w klasyfikacji kanadyjskiej w fazie play-off: 18 punktów[13]
  - Pierwsze miejsce w klasyfikacji kanadyjskiej wśród obrońców w fazie play-off: 18 punktów
- AHL (2013/2014):
  - Mecz Gwiazd AHL
- Mistrzostwa Świata w Hokeju na Lodzie 2016/Elita:
  - Pierwsze miejsce w klasyfikacji +/− turnieju: +12[14]
- KHL (2018/2019):
  - Piąte miejsce w klasyfikacji asystentów wśród obrońców w fazie play-off: 5 asyst
  - Drugie miejsce w klasyfikacji +/− w fazie play-off: +14

Wyróżnienie
- Zasłużony Mistrz Sportu Rosji w hokeju na lodzie (2018)[15]

Odznaczenie
- Order Przyjaźni (27 lutego 2018)[16]

## Statystyki

### Klubowe
| 2009–10     | Krasnaja Armija       | MHL         | 43  | 11 | 23 | 34 | 59 | 2  | 0 | 0  | 0  | 4  |
| 2009–10     | CSKA Moskwa           | KHL         | 10  | 0  | 0  | 0  | 0  | –  | – | –  | –  | –  |
| 2010–11     | Krasnaja Armija       | MHL         | 36  | 5  | 33 | 38 | 28 | 15 | 3 | 8  | 11 | 31 |
| 2010–11     | CSKA Moskwa           | KHL         | 23  | 0  | 2  | 2  | 4  | –  | – | –  | –  | –  |
| 2011–12     | Krasnaja Armija       | MHL         | 5   | 2  | 4  | 6  | 10 | 19 | 4 | 14 | 18 | 18 |
| 2011–12     | CSKA Moskwa           | KHL         | 6   | 0  | 0  | 0  | 2  | 5  | 0 | 1  | 1  | 4  |
| 2012–13     | CSKA Moskwa           | KHL         | 44  | 4  | 5  | 9  | 6  | 7  | 0 | 0  | 0  | 0  |
| 2013–14     | Grand Rapids Griffins | AHL         | 49  | 3  | 15 | 18 | 14 | –  | – | –  | –  | –  |
| 2013–14     | Detroit Red Wings     | NHL         | 1   | 0  | 0  | 0  | 2  | –  | – | –  | –  | –  |
| 2014–15     | Grand Rapids Griffins | AHL         | 51  | 3  | 17 | 20 | 26 | 11 | 0 | 4  | 4  | 2  |
| 2014–15     | Detroit Red Wings     | NHL         | 13  | 1  | 1  | 2  | 2  | 3  | 0 | 0  | 0  | 0  |
| 2015–16     | Grand Rapids Griffins | AHL         | 4   | 0  | 0  | 0  | 2  | –  | – | –  | –  | –  |
| 2015–16     | Detroit Red Wings     | NHL         | 66  | 2  | 9  | 11 | 10 | 3  | 0 | 0  | 0  | 10 |
| 2016–17     | Detroit Red Wings     | NHL         | 30  | 0  | 6  | 6  | 12 | –  | – | –  | –  | –  |
| 2016–17     | Toronto Maple Leafs   | NHL         | 11  | 1  | 1  | 2  | 0  | –  | – | –  | –  | –  |
| 2017–18     | CSKA Moskwa           | KHL         | 42  | 2  | 12 | 14 | 12 | 21 | 0 | 3  | 3  | 10 |
| KHL łącznie | KHL łącznie           | KHL łącznie | 124 | 6  | 19 | 25 | 24 | 33 | 0 | 4  | 4  | 14 |
| NHL łącznie | NHL łącznie           | NHL łącznie | 121 | 4  | 17 | 21 | 26 | 6  | 0 | 0  | 0  | 10 |

### Reprezentacyjne
| Rok                | Drużyna            | Turniej            | Wynik              | M  | G | A | Pkt | Min |
| ------------------ | ------------------ | ------------------ | ------------------ | -- | - | - | --- | --- |
| 2008               | Rosja              | U17                | 5                  | 5  | 1 | 0 | 1   | 4   |
| 2009               | Rosja              | U17                | 7                  | 5  | 0 | 3 | 3   | 10  |
| 2016               | Rosja              | MŚ                 | 1st                | 10 | 1 | 2 | 3   | 6   |
| 2016               | Rosja              | PŚ                 | 4                  | 4  | 0 | 0 | 0   | 0   |
| Juniorskie łącznie | Juniorskie łącznie | Juniorskie łącznie | Juniorskie łącznie | 10 | 1 | 3 | 4   | 14  |
| Seniorskie łącznie | Seniorskie łącznie | Seniorskie łącznie | Seniorskie łącznie | 14 | 1 | 2 | 3   | 6   |